# 스틸티어스 변환
수학에서, 스틸티어스 변환(영어: Stieltjes transform)은 모멘트들을 로랑 급수의 계수로 갖는 적분 변환이다.

## 정의
실수 구간 {\displaystyle I} 위에 정의된 함수 {\displaystyle f\colon I\to \mathbb {R} }의 스틸티어스 변환은 다음과 같다.
{\displaystyle S_{f}\colon \mathbb {C} \setminus \mathbb {R} \to \mathbb {C} }
{\displaystyle S_{f}(z)=\int _{I}{\frac {f(t)\,dt}{z-t}}}
만약 {\displaystyle f}가 연속 함수라면, 다음과 같이 역 스틸티어스 변환으로 원래 함수를 되찾을 수 있다.
{\displaystyle f(t)=\lim _{\epsilon \to 0^{+}}{\frac {S_{f}(t-i\epsilon )-S_{f}(t+i\epsilon )}{2i\pi }}}
이는 유수 정리를 사용하여 쉽게 보일 수 있다.

## 응용
일부 경우, 스틸티어스 변환의 로랑 급수는 {\displaystyle f}의 모멘트들을 계수로 갖는다.
{\displaystyle m_{n}=\int _{I}t^{n}f(t)\,dt}
{\displaystyle S_{f}=\sum _{n=0}^{\infty }{\frac {m_{n}}{z^{n+1}}}}
이는
{\displaystyle S_{f}=\sum _{n=0}^{\infty }{\frac {m_{n}}{z^{n+1}}}=\int _{I}dt\,f(t)\sum _{n=0}^{\infty }t^{n}/z^{n+1}=\int _{I}dt\,{\frac {f(t)}{z-t}}}
이기 때문이다.